# バーン・アフター・リーディング
『バーン・アフター・リーディング』（原題: Burn After Reading）は、2008年製作のアメリカ映画。コーエン兄弟制作のコメディ映画。第65回ヴェネツィア国際映画祭オープニング作品。
タイトルは秘密の命令書に必ず頭書される注意書き「読んだら燃やせ＝読後焼却のこと」の意。

## 概要
映画の脚本はコーエン兄弟による完全オリジナルだが、これは2001年に公開された『バーバー』以来のことである。本作品では長年コーエン兄弟制作映画で撮影を担当してきたロジャー・ディーキンスに代わって、エマニュエル・ルベツキが撮影監督として新たに起用された。
主演のジョージ・クルーニーがコーエン兄弟制作映画に出演するのは、『オー・ブラザー!』（2000年）、『ディボース・ショウ』（2003年）に続き三作目。クルーニー以外にもブラッド・ピット、フランシス・マクドーマンド、ジョン・マルコヴィッチ、ティルダ・スウィントンら一流のハリウッドスターたちが数多く出演していることで注目を集めた。

## ストーリー
CIA分析官のオズボーン（オジー）・コックスは、アルコール問題が原因で職務を解任され、怒りのあまり退職した。そしてCIAでの出来事の暴露本執筆を目論む。
その日、オジーと妻のケイティは、財務省の元警護官で友人のハリー夫婦とパーティーに行く。実はケイティは、ハリーと不倫しており、離婚を考えていた。
一方でハリーは、出会い系サイトで他にも複数の女性と接触しており、スポーツジムで働くリンダとも交際を始める。
ケイティは離婚弁護士から、オジーの財務状況を調べるよう助言を受けていた。その日、オジーのパソコンから銀行口座のデータをCDにコピーするが、執筆中の暴露本の原稿も誤って入れてしまう。
ある日、スポーツジムのロッカーに置き忘れてあったCDを、従業員のチャドとリンダが手に入れる。それは、ケイティがコピーしたディスクだった。
ディスクの中身をCIAの機密情報だと思い込み、2人はオジーからCDと引き換えに金をゆすり取ろうとする。しかしオジーは、まったく金の支払いに応じず、取引現場の車内でチャドを殴る。リンダは逆上して、ディスクをロシア大使館に持ち込むが、相手にされず追い返されてしまう。一方で大使館にはCIAに通じる人間がおり、その出来事はすべてCIAに伝わっていた。
更なる機密情報を求めて、チャドはオズボーンの自宅に侵入する。ところがオジーの留守を狙って、ハリーも入ってくる。チャドは咄嗟にクローゼットに隠れるが、ハリーは扉を開けてしまい、反射的にチャドの頭に銃弾を撃ち込む。証拠隠滅のため、ハリーはチャドの死体をチェサピーク湾に投げ込む。しかしその行動も、すべてCIAに見られていた。
ある日リンダは、行方不明になったチャドの捜索をハリーに相談するが、それがオジーの家で自分が殺した男だと気づき、狼狽してリンダの元から姿を消す。
オジーは、ケイティが自分の銀行口座を空にしたことを知る。怒った彼は、私物を取り返すため自宅に侵入し、リンダが勤めるジムの支配人テッドが地下室のパソコンを覗いているのを発見する。テッドは逃げ出すが、家の外で追いついたオズボーンに、斧で襲われる。
数日後、CIA上官が一連の事件の経過について報告を受けていた。
ハリーはベネズエラに逃亡しようとしたところを、ダレス空港で拘束されていた。上官は逆にベネズエラに送還するよう指示する。
オジーはテッド襲撃を目撃したCIA部員に撃たれ、脳死状態になっていた。上官は目を覚ますまで放っておくよう指示した。
一人残った関係者のリンダがCIAに金銭を要求していると聞いた上官は、支払いを指示して報告書ファイルを閉じる。

## キャスト
※括弧内は日本語吹替
- オズボーン・コックス - ジョン・マルコヴィッチ（樋浦勉）

元CIA分析官。バルカン半島のシギントの職務についていたが、アルコール中毒のため、クリアランス・レベル（機密安全証明レベル）が低いとして、解任された。プリンストン大学を卒業している。
- ケイティ・コックス - ティルダ・スウィントン（勝生真沙子）

オズボーンの妻。小児科医。ヒステリックな性格。ハリーと不倫している。
- ハリー・ファラー - ジョージ・クルーニー（小山力也）

連邦保安官で、以前は財務省で働いていた。オジーの妻、ケイティと不倫しているほか、出会い系サイト「Be With Me DC.com」で複数の女性と交際している。乳糖不耐症だが、シェーブル（山羊のミルクのチーズ）は食べられる。ロシア系アメリカ人。
- サンディ・ファラー - エリザベス・マーヴェル（タルタエリ）

ハリーの妻で絵本作家。
- リンダ・リツキ - フランシス・マクドーマンド（塩田朋子）

スポーツジムの従業員。高額の美容整形費用の支払いに悩んでいる。出会い系サイトで複数の男性と交際を重ねている。ロシア系アメリカ人。
- チャド・フェルドハイマー - ブラッド・ピット（森川智之）

リンダの同僚。身体を鍛えることばかり考えている筋肉バカ。iPodとスポーツドリンクが大好き。ジャンバ・ジュースのスムージーをよく飲んでいる。
- テッド・トレッフェン - リチャード・ジェンキンス（小島敏彦）

リンダとチャドが働く「Hardbodies」というスポーツジムの支配人。若いころはギリシャ正教会の司祭だった。
- ガードナー・マック・チャブ - J・K・シモンズ（佐々木敏）

CIAの上官。
- パーマー・ドベイキー・スミス - デヴィッド・ラッシュ（永田博丈）

CIAの職員。
- イラン・クラポトキン - オレク・クルパ

ロシア大使館の外交官。コードネームKolyma-2というCIA内通者。
- 美容外科医 - ジェフリー・デマン（佐々木敏）
- アラン - マイケル・カントリーマン
- “Coming Up Daisy”の出演者 - ダーモット・マローニー
- “Coming Up Daisy”の出演者 - クレア・デインズ

## スタッフ
- 監督：イーサン・コーエン、ジョエル・コーエン
- 製作総指揮：ロバート・グラフ
- 製作：ティム・ビーヴァン、イーサン・コーエン、ジョエル・コーエン、エリック・フェルナー
- 脚本：ジョエル・コーエン、イーサン・コーエン
- 音楽：カーター・バーウェル
- 撮影：エマニュエル・ルベツキ
- 編集：ロデリック・ジェインズ
- プロダクションデザイン：ジェス・ゴンコール
- 衣装デザイン：メアリー・ゾフレス

## 評価
2008年9月12日に北米公開し、アメリカとカナダで約6000万ドル、国外で約9500万ドルの興行収入を挙げた。北全米興行収入初登場1位を記録し、コーエン兄弟の映画としては最大級のヒット作となった。
2008年度のゴールデングローブ賞のミュージカル・コメディ部門において作品賞と主演女優賞にノミネートされたが、受賞には至らなかった。